# Hluhluwe-Imfolozipark

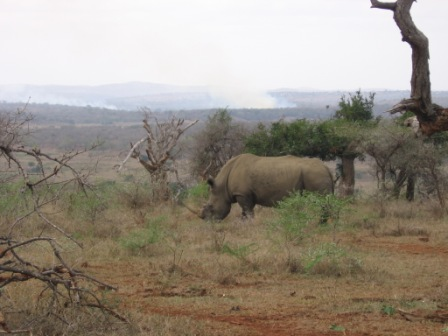
Een neushoorn in Imfolozipark

Hluhluwe-Imfolozipark (voormalig Hluhluwe-Umfolozi Game Reserve), 280 km ten noorden van Durban, is het oudste natuurpark in Afrika. Het park bestaat uit 960 km² heuvelachtig gebied in centraal Zoeloeland bedekt met klassieke savannes. Het is het enige park in KwaZoeloe-Natal dat alle dieren uit De Grote Vijf telt: Afrikaanse olifanten, leeuwen, buffels, luipaarden en neushoorns.
Het park is bekend om zijn rijke fauna en de aanwezige witte neushoorns die dankzij succesvolle kweekprogramma's in het natuurpark van uitsterven werden gered. Het park telt nu ruim 1600 witte neushoorns; vele honderden dieren werden uitgewisseld met andere natuurparken in Zuid-Afrika en erbuiten.
Het park bestaat uit twee delen: het Hluhluwe-deel met Hilltop Camp, en het Umfolozideel met het Mpilakamp.